# Hyomys dammermani
Hyomys dammermani је врста глодара из породице мишева (Muridae).

## Распрострањење
Врста је присутна у Западној Новој Гвинеји (Индонезија) и Папуи Новој Гвинеји.

## Станиште
Станиште врсте су влажне тропске шуме. Врста је по висини распрострањена од 1.400 до 2.800 метара надморске висине. Врста је присутна на подручју острва Нова Гвинеја.

## Угроженост
Подаци о распрострањености ове врсте су недовољни.